# Saxifraga jacquemontiana
Saxifraga jacquemontiana là một loài thực vật có hoa trong họ Saxifragaceae. Loài này được Decne. mô tả khoa học đầu tiên năm 1841.